# 튀르키예의 사법 체계
튀르키예의 사법 체계는 1982년 튀르키예 헌법 제138조에서 제160조에 규정되어 있다.

## 변호사
튀르키예의 변호사는 1년간 인턴을 거쳐 지방변호사협회와 튀르키예 변호사 협회에 가입해야 한다. 법정에서는 검은색 가운을 입는다.

## 판사
튀르키예는 배심원이 없다.

## 최고법원
튀르키예의 최고법원은 4가지가 있다. 튀르키예 헌법재판소, 튀르키예 대법원, 튀르키예 최고행정법원, 튀르키예 최고군사법원
관할권 분쟁 법원(Court of Jurisdictional Conflicts, uyuşmazlık mahkemesi)은 법원간 관할권 다툼에 대한 최종심을 다룬다. 파기법원, 튀르키예 최고행정법원, 튀르키예 최고군사법원, 튀르키예 고등군사법원 판사들로 구성된다.